# Samuel Okwaraji
Samuel Sochukwuma Okwaraji (né le 19 mai 1964 à Orlu et mort le 12 août 1989 à Lagos) est un footballeur international nigérian des années 1980. Il évoluait au poste de milieu de terrain.

## Biographie
Samuel est international nigérian à huit reprises entre 1988 et 1989. 
Il participe à la CAN 1988, inscrivant son unique but en sélection lors de la phase de poules, contre le Cameroun dès la 2e minute. Il est finaliste de ce tournoi, battu par ces mêmes Lions indomptables. 
Ensuite il participe aux Jeux olympiques 1988, où il dispute tous les matchs du Nigeria. Il est éliminé dès le premier tour. 
Enfin il participe aux éliminatoires de la Coupe du monde 1990. Le Nigeria rencontre au Lagos National Stadium l'Angola le 12 août 1989. Certes, la victoire du Nigeria 1 but à 0 est là, mais à la 80e minute, Samuel s'effondre sur le terrain, victime d'une insuffisance cardiaque congestive. Une autopsie montrera par la suite qu'il avait une hypertrophie du cœur et une hypertension artérielle.
Samuel était également en parallèle un avocat qualifié qui avait une maîtrise en droit international obtenu à l'Université de Rome. 